# Kuiforeoica
De kuiforeoica (Oreoica gutturalis) is een zangvogel uit de familie Oreoicidae.

## Verspreiding en leefgebied
Deze soort is endemisch in Australië en telt twee ondersoorten:
- O. g. pallescens: het westen, noorden en midden van het binnenland van Australië.
- O. g. gutturalis: het zuidwestelijk, het zuidelijke deel van Centraal-en oostelijk gelegen binnenland van Australië.

Het leefgebied bestaat uit droge, half open bosgebieden verspreid door heel het continent.

## Status
De grootte van de populatie is niet gekwantificeerd maar de soort wordt omschreven als plaatselijk algemeen. Op de Rode lijst van de IUCN heeft deze soort de status niet bedreigd.